# Tatiana Calderón
Tatiana Calderón Noguera (Bogotá, Colombia; 10 de marzo de 1993) es una piloto colombiana de automovilismo. Actualmente es miembro de la Escudería Telmex. En 2019 corrió en Fórmula 2 con el equipo BWT Arden, siendo la primera y única mujer en participar en dicha categoría. También ha competido en Super Fórmula Japonesa e IndyCar Series.

## Carrera

### Inicios
Calderón Noguera inició su carrera deportiva en el kartismo en Colombia, deporte en el que obtuvo diversos premios a lo largo de nueve años tanto en su país como en los Estados Unidos, llegando a ser considerada la única piloto internacional de su país de la especialidad. Durante este período fue bicampeona nacional en su país y fue la primera mujer en ganar el campeonato divisional de kartismo Snap-On-Stars del campeonato oeste de la categoría Junior Intercontinental A (JICA). Así mismo, fue campeona de la prueba IAME International Challenge, como parte del equipo canadiense.
En 2009, a la edad de 16 años, comenzó su participación en otras especialidades del automovilismo al correr en el campeonato Radical European Master junto a la piloto suiza Natacha Gachnang dentro de la categoría SR5 para el equipo Hope PoleVision Racing (el cual se transformó en Morand Racing en 2012). Durante el desarrollo del campeonato llegaron a ser líderes del mismo; sin embargo, al final de la temporada terminaron en el segundo lugar general. Fue en esta temporada en la que obtuvo su primer y hasta julio de 2013 su único triunfo, en la carrera de Spa-Francorchamps, que tuvo lugar del 8 al 10 de mayo. En total, ocupó diez podios durante la temporada.
En 2010 participó por primera vez en el campeonato Star Mazda Series con el equipo Juncos Racing. Su primera carrera fue en el autódromo Sebring International Raceway. Calderón Noguera terminó su segunda temporada en circuitos en el décimo lugar general del campeonato, después de ir mejorando su desempeño a lo largo de la temporada. En este año no ocupó ningún podio.
En 2011 volvió a participar en el campeonato Star Mazda Series, del cual se retiró al concluir la temporada en el sexto lugar general. Aunque no obtuvo ningún triunfo y sólo obtuvo dos podios en el año, el desempeño mostrado a lo largo del mismo le hizo acreedora al premio como el piloto con el mejor desarrollo del campeonato.

### Fórmula 3 y GP3
A finales de la temporada 2011, Calderón Noguera se incorporó al equipo West-Tec para participar en el resto del campeonato European F3 Open de ese mismo año. En 2012 participó nuevamente en el European F3 Open como parte del equipo Emilio de Villota Motorsport, donde concluyó la temporada en el noveno lugar general.
Entre 2013 y 2015, Calderón compitió en Fórmula 3 Europea. Su mejor temporada fue la de 2014, en la que compitió con el equipo Jo Zeller Racing y sumó un total de 29 puntos para finalizar el campeonato en 15.º lugar. En 2016 cambió a la GP3 Series, donde en 2018 logró ser 16.ª junto a Jenzer Motorsport.

### Fórmula 1
En enero de 2018 es contratada por Sauber como piloto de desarrollo de Fórmula 1. Ese mismo año, aprovechando el filming-day del equipo Sauber posterior al Gran Premio de México se subiría al Sauber C37 siendo la primera mujer hispanoamericana en pilotar un monoplaza de Fórmula 1. Un mes más tarde el equipo le daría una nueva oportunidad, en el Circuito de Fiorano dónde, pilotando el Sauber C32 conseguiría el séptimo mejor registro de todos los tiempos (0:58.802).

### Fórmula 2 y Super Fórmula
En febrero de 2019 se confirmó como piloto titular del equipo BWT Arden para disputar la temporada 2019 de Fórmula 2. Además esa misma temporada se mantiene como piloto de desarrollo del equipo Alfa Romeo de F1.
En enero de 2020 se confirmó como piloto titular del equipo Drago Corse de Honda para disputar la temporada 2020 de la Super Fórmula Japonesa, convirtiéndose en la primera mujer en disputar dicho certamen japonés. Entre esa temporada y la siguiente, participó en nueve carreras pero sin lograr puntos.
En 2022, además de correr en la IndyCar Series, Tatiana reemplazó a Cem Bölükbaşı en Charouz Racing System y volvió a la Fórmula 2 en la ronda de Spa-Francorchamps.

### Resistencia
Antes de comenzar en la Super Fórmula Japonesa, corrió las 24 Horas de Daytona al volante de un Lamborghini Huracán GT3 Evo en un equipo de mujeres junto a Katherine Legge, Christina Nielsen y Ana Beatriz Figueiredo.

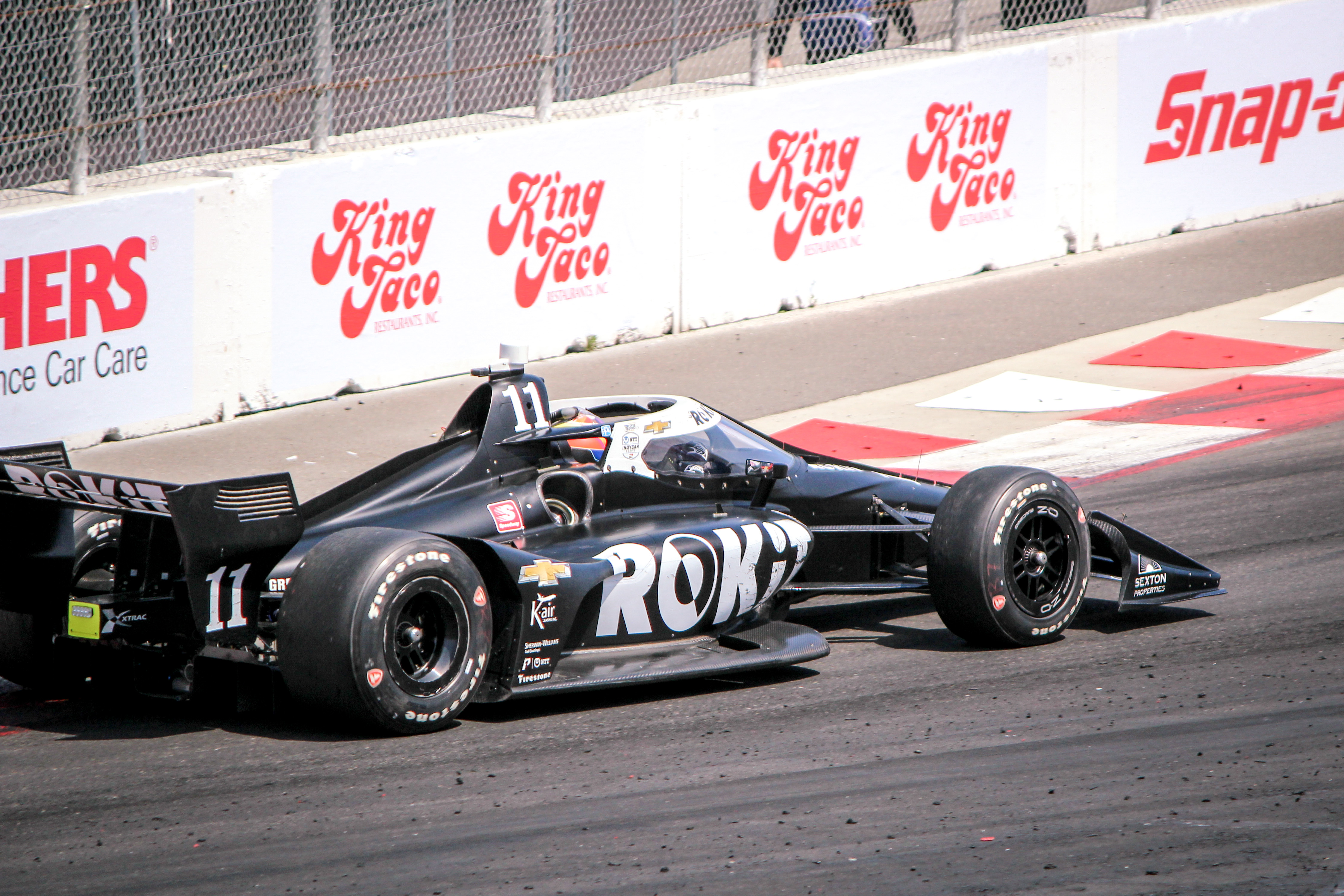
Calderón en la temporada 2022 de IndyCar Series.

En 2020 y 2021, Calderón compitió junto a Richard Mille Racing Team en European Le Mans Series y el Campeonato Mundial de Resistencia junto a Sophia Flörsch y Beitske Visser.

### IndyCar Series
Tras unas pruebas en julio de 2021 en Mid-Ohio, Calderón fue contratada por A. J. Foyt Enterprises para competir en la IndyCar Series en 2022, aunque solamente en los circuitos ruteros. Su mejor resultado ha sido en el Gran Premio de Indianápolis, donde finalizó 15.º habiendo liderado una vuelta. Debido a retrasos en los pagos del patrocinador principal, ROKiT, el monoplaza de la colombiana fue retirado de la lista de inscritos de la carrera de Toronto, la décima de la temporada, y desde entonces no ha vuelto a competir.

## Resumen de carrera
| Temporada | Categoría                                          | Equipo                             | Carreras     | Victorias    | Poles        | VR           | Podios       | Puntos       | Pos.         |
| --------- | -------------------------------------------------- | ---------------------------------- | ------------ | ------------ | ------------ | ------------ | ------------ | ------------ | ------------ |
| 2010      | Star Mazda Championship                            | Juncos Racing                      | 13           | 0            | 0            | 0            | 0            | 320          | 10.ª         |
| 2011      | Star Mazda Championship                            | Juncos Racing                      | 11           | 0            | 0            | 0            | 2            | 322          | 6.ª          |
| 2011      | European F3 Open                                   | Team West-Tec                      | 6            | 0            | 0            | 0            | 0            | 2            | 21.ª         |
| 2012      | European F3 Open                                   | EmiliodeVillota Motorsport         | 16           | 0            | 0            | 0            | 0            | 56           | 9.ª          |
| 2012      | Fórmula Renault 2.0 Alpes                          | AV Formula                         | 4            | 0            | 0            | 0            | 0            | 0            | 33.ª         |
| 2013      | Campeonato Europeo de Fórmula 3 de la FIA          | Double R Racing                    | 30           | 0            | 0            | 0            | 0            | 0            | 32.ª         |
| 2013      | Fórmula 3 Británica                                | Double R Racing                    | 12           | 0            | 0            | 0            | 1            | 79           | 7.ª          |
| 2014      | Florida Winter Series                              | —                                  | 12           | 1            | 0            | 1            | 1            | 0            | NC           |
| 2014      | Campeonato Europeo de Fórmula 3 de la FIA          | Jo Zeller Racing                   | 33           | 0            | 0            | 0            | 0            | 29           | 15.ª         |
| 2015      | Campeonato Europeo de Fórmula 3 de la FIA          | Carlin                             | 33           | 0            | 0            | 0            | 0            | 0            | 27.ª         |
| 2015-16   | MRF Challenge Formula 2000                         | —                                  | 14           | 1            | 0            | 1            | 7            | 199          | 2.ª          |
| 2016      | GP3 Series                                         | Arden International                | 18           | 0            | 0            | 0            | 0            | 2            | 21.ª         |
| 2016      | Eurofórmula Open                                   | Teo Martín Motorsport              | 10           | 0            | 0            | 0            | 1            | 66           | 9.ª          |
| 2016      | Fórmula 3 Española                                 | Teo Martín Motorsport              | 6            | 0            | 0            | 0            | 0            | 32           | 6.ª          |
| 2017      | GP3 Series                                         | DAMS                               | 15           | 0            | 0            | 0            | 0            | 7            | 18.ª         |
| 2017      | World Series Fórmula V8 3.5                        | RP Motorsport                      | 2            | 0            | 0            | 0            | 1            | 25           | 14.ª         |
| 2018      | GP3 Series                                         | Jenzer Motorsport                  | 18           | 0            | 0            | 0            | 0            | 11           | 16.ª         |
| 2019      | Campeonato de Fórmula 2 de la FIA                  | BWT Arden                          | 24           | 0            | 0            | 0            | 0            | 0            | 22.ª         |
| 2019-20   | Campeonato Asiático de F3                          | Seven GP                           | 9            | 0            | 0            | 0            | 0            | 31           | 13.ª         |
| 2020      | Campeonato de Super Fórmula Japonesa               | Drago Corse with ThreeBond         | 5            | 0            | 0            | 0            | 0            | 0            | 23.ª         |
| 2020      | WeatherTech SportsCar Championship - GTD           | GEAR Racing powered by GRT Grasser | 1            | 0            | 0            | 0            | 0            | 15           | 57.ª         |
| 2020      | European Le Mans Series - LMP2                     | Richard Mille Racing Team          | 4            | 0            | 0            | 0            | 0            | 19.5         | 11.ª         |
| 2020      | 24 Horas de Le Mans - LMP2                         | Richard Mille Racing Team          | 1            | 0            | 0            | 0            | 0            | N/A          | 9.ª          |
| 2021      | Campeonato de Super Fórmula Japonesa               | Drago Corse with ThreeBond         | 4            | 0            | 0            | 0            | 0            | 0            | 24.ª         |
| 2021      | Campeonato Mundial de Resistencia de la FIA - LMP2 | Richard Mille Racing Team          | 5            | 0            | 0            | 0            | 0            | 23           | 17.ª         |
| 2021      | 24 Horas de Le Mans - LMP2                         | Richard Mille Racing Team          | 1            | 0            | 0            | 0            | 0            | N/A          | DNF          |
| 2022      | IndyCar Series                                     | A. J. Foyt Enterprises             | 7            | 0            | 0            | 0            | 0            | 58           | 29.ª         |
| 2022      | Campeonato de Fórmula 2 de la FIA                  | Charouz Racing System              | 7            | 0            | 0            | 0            | 0            | 0            | 28.ª         |
| 2023      | European Le Mans Series - LMP2                     | Team Virage                        | 6            | 0            | 1            | 0            | 0            | 24           | 16.ª         |
| 2024      | IMSA SportsCar Championship - GTD                  | Gradient Racing                    | 5            | 0            | 0            | 0            | 0            | 883          | 41.ª         |
| 2025      | IMSA SportsCar Championship - GTD                  | Gradient Racing                    | Disputándose | Disputándose | Disputándose | Disputándose | Disputándose | Disputándose | Disputándose |
| Fuente:   |                                                    |                                    |              |              |              |              |              |              |              |

## Resultados

### GP3 Series
(Clave) (negrita indica pole position) (cursiva indica vuelta rápida puntuable)

| Año  | Escudería           | 1   | 1   | 2   | 2   | 3   | 3   | 4   | 4   | 5   | 5   | 6   | 6   | 7   | 7   | 8   | 8   | 9   | 9   | Pos. | Puntos | Ref.   |
| ---- | ------------------- | --- | --- | --- | --- | --- | --- | --- | --- | --- | --- | --- | --- | --- | --- | --- | --- | --- | --- | ---- | ------ | ------ |
| 2016 | Arden International | BAR | BAR | SPI | SPI | SIL | SIL | BUD | BUD | HOC | HOC | SPA | SPA | MNZ | MNZ | KUA | KUA | YMC | YMC | 21.ª | 2      | [ 25 ] |
| 2016 | Arden International | 14  | 18  | 17  | Ret | 17  | 20  | 21  | 21  | 10  | 9   | 14  | Ret | 10  | 16  | Ret | 15  | Ret | Ret | 21.ª | 2      | [ 25 ] |
| 2017 | DAMS                | BAR | BAR | SPI | SPI | SIL | SIL | BUD | BUD | SPA | SPA | MNZ | MNZ | JER | JER | YMC | YMC |     |     | 18.ª | 7      | [ 26 ] |
| 2017 | DAMS                | 14  | Ret | 13  | 12  | 14  | 15  | Ret | 13  | 16  | 13  | 7   | C   | 13  | 8   | 16  | 15  |     |     | 18.ª | 7      | [ 26 ] |
| 2018 | Jenzer Motorsport   | BAR | BAR | LEC | LEC | SPI | SPI | SIL | SIL | BUD | BUD | SPA | SPA | MNZ | MNZ | SOC | SOC | YMC | YMC | 16.ª | 11     | [ 27 ] |
| 2018 | Jenzer Motorsport   | Ret | Ret | 17  | 16  | 12  | 12  | Ret | 10  | 11  | 8   | 10  | 9   | 15  | 6   | 10  | 7   | 10  | 8   | 16.ª | 11     | [ 27 ] |

### Gran Premio de Macao
| Año  | Escudería        | Q  | QR | Pos. |
| ---- | ---------------- | -- | -- | ---- |
| 2014 | Mücke Motorsport | 21 | 16 | 13   |

### Campeonato de Fórmula 2 de la FIA
(Clave) (negrita indica pole position) (cursiva indica vuelta rápida puntuable)

| Año  | Escudería             | 1   | 1   | 2   | 2   | 3   | 3   | 4   | 4   | 5   | 5   | 6   | 6   | 7   | 7   | 8   | 8   | 9   | 9   | 10  | 10  | 11  | 11  | 12  | 12  | 13  | 13  | 14  | 14  | Pos. | Puntos | Ref.   |
| ---- | --------------------- | --- | --- | --- | --- | --- | --- | --- | --- | --- | --- | --- | --- | --- | --- | --- | --- | --- | --- | --- | --- | --- | --- | --- | --- | --- | --- | --- | --- | ---- | ------ | ------ |
| 2019 | BWT Arden             | SAK | SAK | BAK | BAK | BAR | BAR | MON | MON | LEC | LEC | SPI | SPI | SIL | SIL | BUD | BUD | SPA | SPA | MNZ | MNZ | SOC | SOC | YMC | YMC |     |     |     |     | 22.ª | 0      | [ 28 ] |
| 2019 | BWT Arden             | 13  | 15  | Ret | Ret | 13  | 13  | 14  | Ret | 11  | 19† | 17  | 13  | 14  | 16  | 16  | Ret | C   | C   | Ret | 14  | 15  | 16  | 16  | 14  |     |     |     |     | 22.ª | 0      | [ 28 ] |
| 2022 | Charouz Racing System | SAK | SAK | YED | YED | IMO | IMO | BAR | BAR | MON | MON | BAK | BAK | SIL | SIL | SPI | SPI | LEC | LEC | BUD | BUD | SPA | SPA | ZAN | ZAN | MNZ | MNZ | YMC | YMC | 28.ª | 0      | [ 29 ] |
| 2022 | Charouz Racing System |     |     |     |     |     |     |     |     |     |     |     |     |     |     |     |     |     |     |     |     | 19  | 18  | Ret | Ret | Ret | DNS | 20  | 18  | 28.ª | 0      | [ 29 ] |

### 24 Horas de Daytona
| Año  | Equipo                             | Copilotos                                    | Automóvil                   | Clase | Vueltas | Pos. | Pos. Clase |
| ---- | ---------------------------------- | -------------------------------------------- | --------------------------- | ----- | ------- | ---- | ---------- |
| 2020 | GEAR Racing powered by GRT Grasser | Rahel Frey Katherine Legge Christina Nielsen | Lamborghini Huracán GT3 Evo | GTD   | 471     | 35.ª | 16.ª       |

### Campeonato de Super Fórmula Japonesa
(Clave) (negrita indica pole position) (cursiva indica vuelta rápida)

| Año  | Escudería                  | 1   | 2    | 3   | 4   | 5    | 6    | 7    | Pos. | Puntos | Ref.   |
| ---- | -------------------------- | --- | ---- | --- | --- | ---- | ---- | ---- | ---- | ------ | ------ |
| 2020 | Drago Corse with ThreeBond | MOT | OKA  | SUG | AUT | SUZ1 | SUZ2 | FUJ  | 23.ª | 0      | [ 30 ] |
| 2020 | Drago Corse with ThreeBond | 12  |      |     | 16  | 13   | 12   | 17   | 23.ª | 0      | [ 30 ] |
| 2021 | Drago Corse with ThreeBond | FUJ | SUZ1 | AUT | SUG | MOT1 | MOT2 | SUZ2 | 24.ª | 0      | [ 31 ] |
| 2021 | Drago Corse with ThreeBond | 13  | 17   |     |     |      | Ret  | 19   | 24.ª | 0      | [ 31 ] |

### European Le Mans Series
(Clave) (negrita indica pole position) (cursiva indica vuelta rápida)

| Año  | Escudería                 | Clase | Automóvil       | 1   | 2   | 3   | 4   | 5   | Pos. | Puntos |
| ---- | ------------------------- | ----- | --------------- | --- | --- | --- | --- | --- | ---- | ------ |
| 2020 | Richard Mille Racing Team | LMP2  | Oreca 07-Gibson | LEC | SPA | LEC | MNZ | ALG | 11.ª | 19.5   |
| 2020 | Richard Mille Racing Team | LMP2  | Oreca 07-Gibson | 5   | 6   |     | 10  | 11  | 11.ª | 19.5   |

### 24 Horas de Le Mans
| Año  | Equipo                    | Copilotos                     | Automóvil       | Clase | Vueltas | Pos. | Pos. Clase |
| ---- | ------------------------- | ----------------------------- | --------------- | ----- | ------- | ---- | ---------- |
| 2020 | Richard Mille Racing Team | Sophia Flörsch Beitske Visser | Oreca 07-Gibson | LMP2  | 364     | 13.ª | 9.ª        |
| 2021 | Richard Mille Racing Team | Sophia Flörsch Beitske Visser | Oreca 07-Gibson | LMP2  | 74      | DNF  | DNF        |

### Campeonato Mundial de Resistencia de la FIA
(Clave) (negrita indica pole position) (cursiva indica vuelta rápida)

| Año  | Escudería                 | Clase | Automóvil       | 1   | 2   | 3   | 4   | 5   | 6   | Pos. | Puntos | Ref.   |
| ---- | ------------------------- | ----- | --------------- | --- | --- | --- | --- | --- | --- | ---- | ------ | ------ |
| 2021 | Richard Mille Racing Team | LMP2  | Oreca 07-Gibson | SPA | POR | MON | LMS | BHR | BHR | 27.ª | 23     | [ 32 ] |
| 2021 | Richard Mille Racing Team | LMP2  | Oreca 07-Gibson | 8   | 6   | 8   | Ret |     | 9   | 27.ª | 23     | [ 32 ] |

### IndyCar Series
(Clave) (negrita indica pole position) (cursiva indica vuelta rápida)

| Año     | Escudería              | Motor     | 1      | 2   | 3      | 4      | 5      | 6    | 7      | 8      | 9      | 10  | 11  | 12  | 13  | 14  | 15  | 16  | 17  | Pos. | Puntos |
| ------- | ---------------------- | --------- | ------ | --- | ------ | ------ | ------ | ---- | ------ | ------ | ------ | --- | --- | --- | --- | --- | --- | --- | --- | ---- | ------ |
| 2022    | A. J. Foyt Enterprises | Chevrolet | STP 24 | TXS | LBH 16 | ALA 26 | IMS 15 | INDY | DET 23 | ROA 25 | MDO 25 | TOR | IOW | IOW | IMS | NSH | GTW | POR | LAG | 29.ª | 58     |
| Fuente: |                        |           |        |     |        |        |        |      |        |        |        |     |     |     |     |     |     |     |     |      |        |